# Deutério (prepósito)
Deutério (em latim: Deuterius; 408) foi um oficial romano do século IV/V que exerceu a função de prepósito do cubículo sagrado sob Honório (r. 395–423). Um dos apoiantes de Estilicão, foi removido do ofício em 408, data da morte do último. Recusou-se a incriminar Estilicão sob tortura e posteriormente foi golpeado até a morte por Olímpio.